# Marion Shilling
Marion Shilling (3 de diciembre de 1910-6 de noviembre de 2004) fue una actriz cinematográfica estadounidense que trabajó principalmente en los años treinta.

## Biografía
Su verdadero nombre era Marion Schilling, y nació en Denver, Colorado, debatiéndose todavía hoy en día cuál fue su año real de nacimiento. El año más aceptado es 1910, aunque algunas fuentes mantienen que fue en 1911 o 1914. Se inició en la interpretación trabajando como actriz de teatro, interviniendo en obras tales como Miss Lulu Betts y Mrs. Wiggs of the Cabbage Patch. En 1929 recibió su primer papel en el cine gracias al film Wise Girls. Tras otro par de papeles trabajó con William Powell en el drama criminal de 1930 Shadow of the Law (La sombra de la ley). Esa película la embarcó en una serie de interpretaciones de heroínas en películas de serie B.
En 1931 fue elegida una de las trece "WAMPAS Baby Stars", una lista que incluía a la futura estrella de Hollywood Marian Marsh. Entre 1930 y 1936 participó en cuarenta y dos filmes, la mayoría de género western o de misterio. A menudo trabajó con Tom Keene y Guinn Williams. En la serie de películas de 1934 The Red Rider, trabajó con la leyenda de los inicios del cine western Buck Jones, con un reparto que incluía a William Desmond y a la estrella del fútbol americano Jim Thorpe. 
A pesar de su éxito en el cine, Shilling se retiró en 1936 afirmando que quería casarse y tener familia. Se casó con Edward Cook en 1937, matrimonio que duró hasta 1998, año de la muerte de él. Tuvieron dos hijos, Edward y Frances. Shilling nunca volvió a actuar y falleció de causas naturales el año 2004 en Torrance, California. 